# Flussio
Flussio – miejscowość i gmina we Włoszech, w regionie Sardynia, w prowincji Oristano. Graniczy z Magomadas, Modolo, Sagama, Scano di Montiferro, Sennariolo, Suni, Tinnura i Tresnuraghes.
Według danych na rok 2004 gminę zamieszkiwało 497 osób, 82,8 os./km².